# ワヒネピオ
ワヒネピオ（Wahinepio、Kahakuhaʻakoi Wahinepio、生年不詳–1826年5月20日から5月26日）は、ハワイ王国時代のハワイの首長であり、王室の一員であった。ワヒネピオとはハワイ語で捕虜の女性を意味する。:5
彼女はカモオノフとも呼ばれていた。  :53彼女はカメハメハ1世の3番目の妻と見なされ :11 、マウイ島の女性知事を務めた。これは当時西欧諸国では前例のない行為であったが、ハワイの歴史では一般的なことであった。

### 結婚

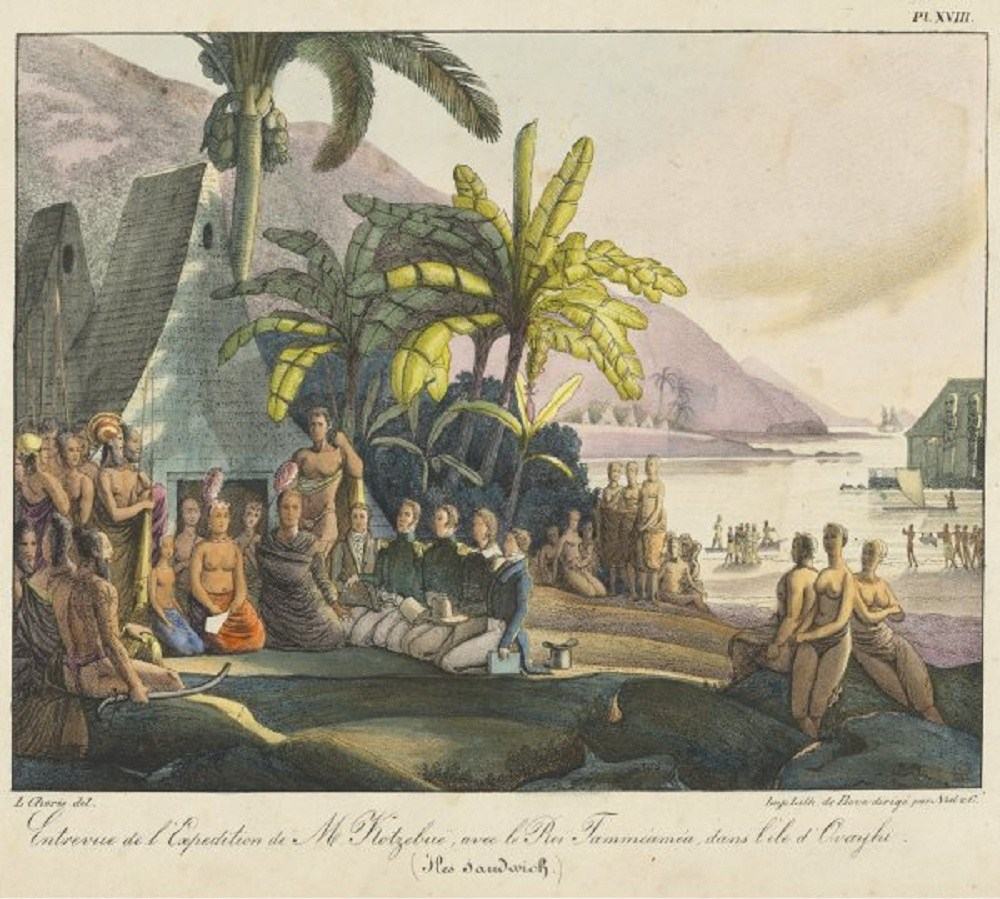
でキングカメハメハIのロイヤルコートカイルア・コナ、C。 1816年。

### キリスト教

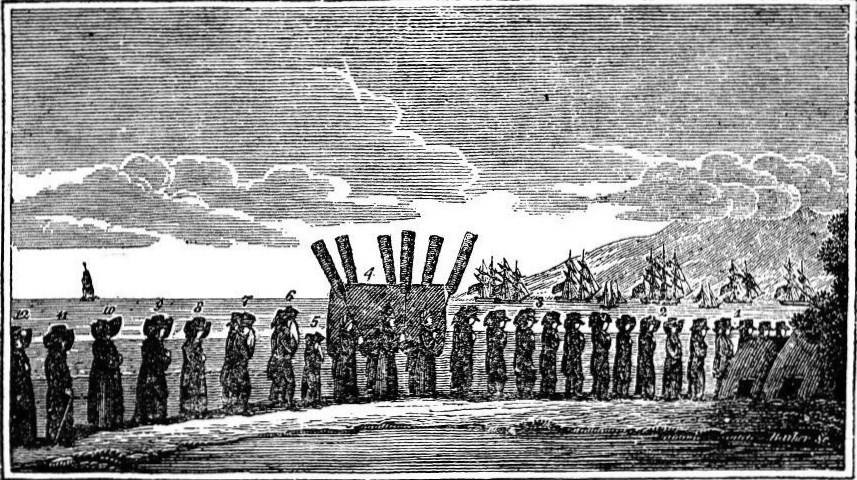
ケオプオラニ女王のキリスト教の葬列におけるワヒネピオ、1823年。